# 纳巴 (比利牛斯-大西洋省)
纳巴（法語：Nabas）是法国比利牛斯-大西洋省的一个市镇，属于奥洛龙圣玛丽区（Oloron-Sainte-Marie）纳瓦尔朗县（Navarrenx）。该市镇总面积6.4平方公里，2009年时的人口为118人。

## 人口
纳巴人口变化图示